# Арсенат алюминия
Арсена́т алюми́ния — неорганическое соединение,
соль металла алюминия и мышьяковой кислоты с формулой AlAsO4,
бесцветные кристаллы,
не растворяется в воде.

## Получение
- Синтезируют обменной реакцией арсената натрия и растворимой соли алюминия:

{\displaystyle {\mathsf {Al_{2}(SO_{4})_{3}+2Na_{3}AsO_{4}\ {\xrightarrow {}}\ 2AlAsO_{4}\downarrow +3Na_{2}SO_{4}}}}

## Физические свойства
Арсенат алюминия образует бесцветные кристаллы гексагональной сингонии, пространственная группа P 3121, параметры ячейки a = 0,503 нм, c = 1,122 нм, Z = 3.
Не растворяется в воде.
Образует кристаллогидрат состава AlAsO4·8H2O.